# Kristo Negovani
Kristo Negovani właśc. Kristo Harallambi (ur. 1875 we wsi Flampouro k. Floriny, zm. 12 lutego 1905 w Negovanie) – albański działacz narodowy i pisarz, duchowny prawosławny. 

## Życiorys
Pochodził z rodziny albańskiej, mieszkającej we wsi Negovan (dzis. Flampouro), w Czamerii. Był synem kupca Harallamba. Uczył się w szkole średniej w Atenach, a następnie w 1894 wyemigrował do rumuńskiej Braiły, gdzie pracował jako robotnik portowy. Tam też nawiązał współpracę z albańskim ruchem niepodległościowym. W 1897 powrócił do swojej rodzinnej wsi. Został wyświęcony na księdza prawosławnego. Pracował w miejscowej parafii. Dom, w którym mieszkał Negovani przekształcił w szkołę, w której uczył pisać i czytać w języku albańskim ponad setkę dzieci. Kiedy pierwszy raz odprawił w miejscowej cerkwi nabożeństwo w języku albańskim zostało to przyjęte z wrogością przez obecnego na nabożeństwie greckiego metropolitę. Dwa dni później oddział greckich andartes opanował wieś i wymordował jej mieszkańców, w tym Negovaniego i jego brata. W akcie zemsty za śmierć Negovaniego, oddział albański Bajo Topullego we wrześniu 1906 zamordował greckiego biskupa Focjusza (Kalpidisa), metropolitę Korczy.

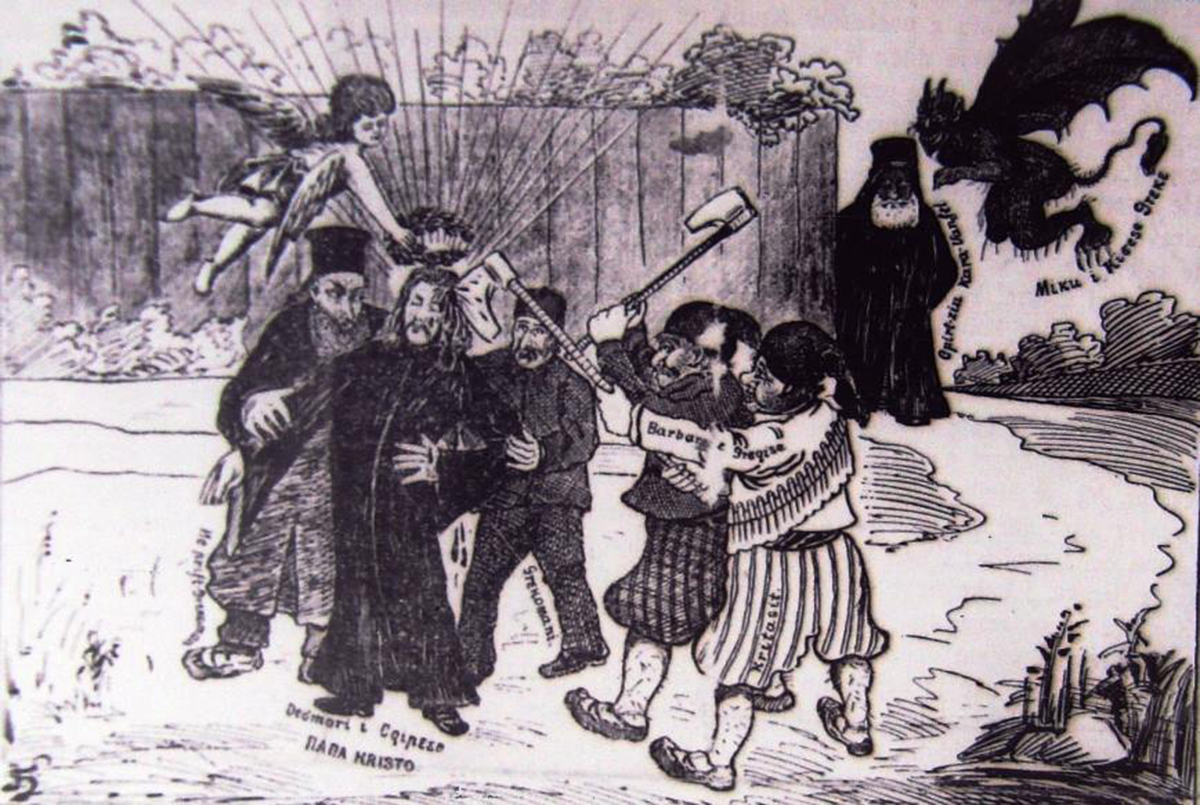
Rycina przedstawiająca scenę zabójstwa Kristo Negovaniego

Działalność translatorską Negovani podjął jeszcze w 1889 w Rumunii, przygotowując tłumaczenie Starego Testamentu na język albański. Po powrocie do kraju przygotowywał tłumaczenie bajek La Fontaine'a w wersji albańskiej. W jego dorobku są także podręczniki do nauki języka albańskiego i utwory poetyckie.
Imię Negovaniego nosi jedna z ulic w północnej części Tirany, a także ulice w Prisztinie, Wlorze i w Korczy.

## Dzieła
- 1889: Istori e Dhiatës së Vjetërë, (Historia Starego Testamentu)
- 1899: Vjershëshkresëtoreja (poezja)
- 1904: Prishija e Hormovësë (Zniszczenie Hormovës)
- 1904: I vogëli Dhonat Argjendi (Mały Dhonat Argjendi)
- 1906: I drunjti kryq (Drewniany krzyż)
- 1906: Bëmatë të shëntorëvet dërgimtarë (Dzieje Apostolskie)
- 1909: Istorishkronjë e Plikatit (Historia Plikati)